# El Obraje (ort i Honduras, Choluteca)
El Obraje är en ort i Honduras.   Den ligger i departementet Choluteca, i den södra delen av landet, 100 km söder om huvudstaden Tegucigalpa. El Obraje ligger 51 meter över havet och antalet invånare är 1 172.
Terrängen runt El Obraje är kuperad österut, men västerut är den platt. Runt El Obraje är det ganska tätbefolkat, med 179 invånare per kvadratkilometer. Närmaste större samhälle är Ciudad Choluteca, 17,5 km norr om El Obraje. 